# Xenofont d'Antioquia
Xenofont d'Antioquia (en llatí Xenophon, en grec antic Ξενοφῶν), fou un escriptor grec nadiu d'Antioquia a Síria.
Va ser l'autor d'una obra amorosa, o una col·lecció de narratives, que portava el títol de Βαβυλωνικά ("Babylonika"), segons diu Suides.